# Torbjörn Lassenius
Torbjörn Lassenius (né le 4 août 1931 à Helsinki) est un athlète finlandais, spécialiste des épreuves combinées. 
Il remporte la médaille d'argent du décathlon lors des championnats d'Europe de 1954, devancé par le Soviétique Vasiliy Kuznetsov.
Il participe aux Jeux olympiques de 1956, à Melbourne, se classant septième du concours du décathlon.